# Metáfora de escritorio

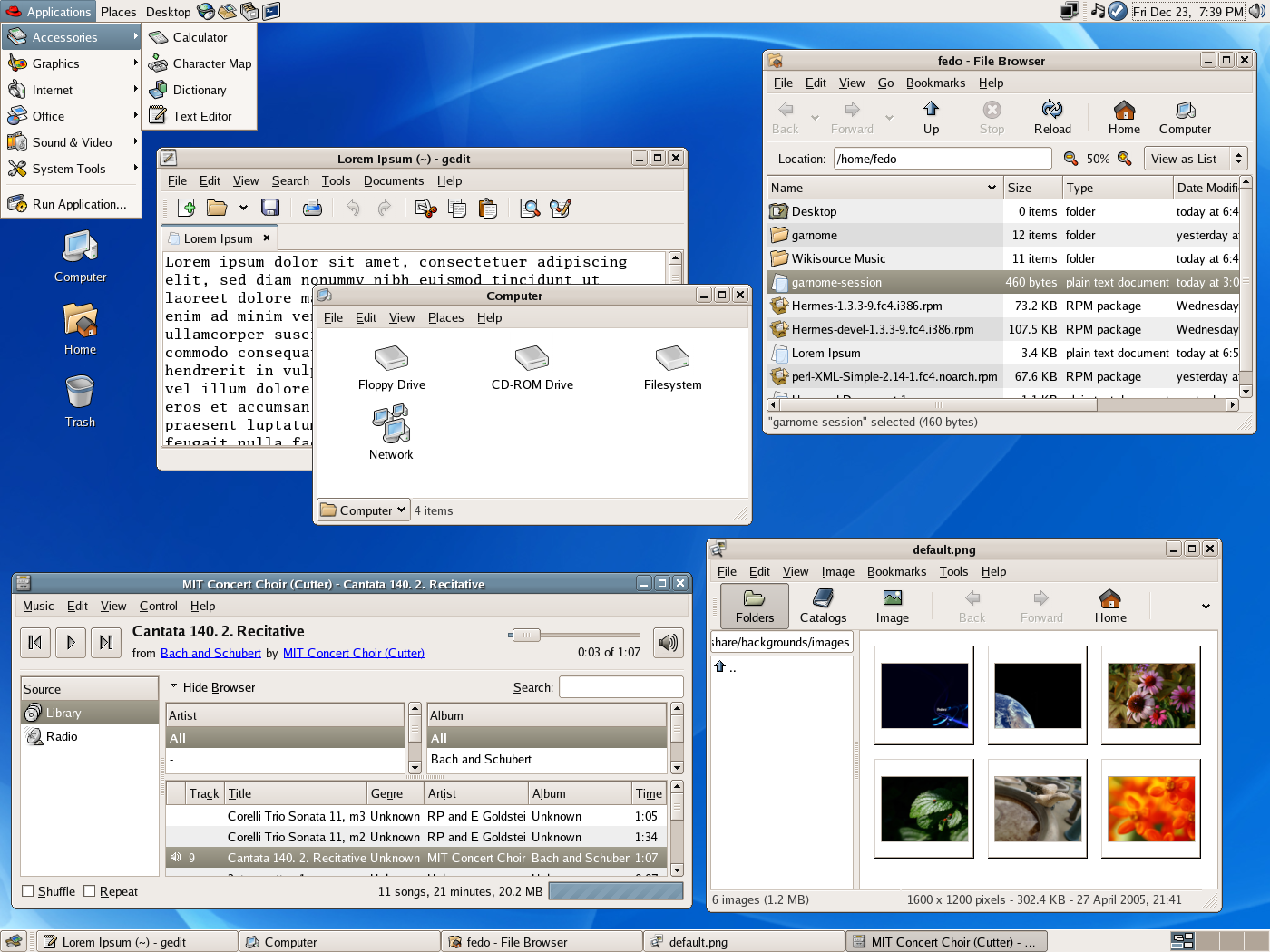
Metáfora de escritorio

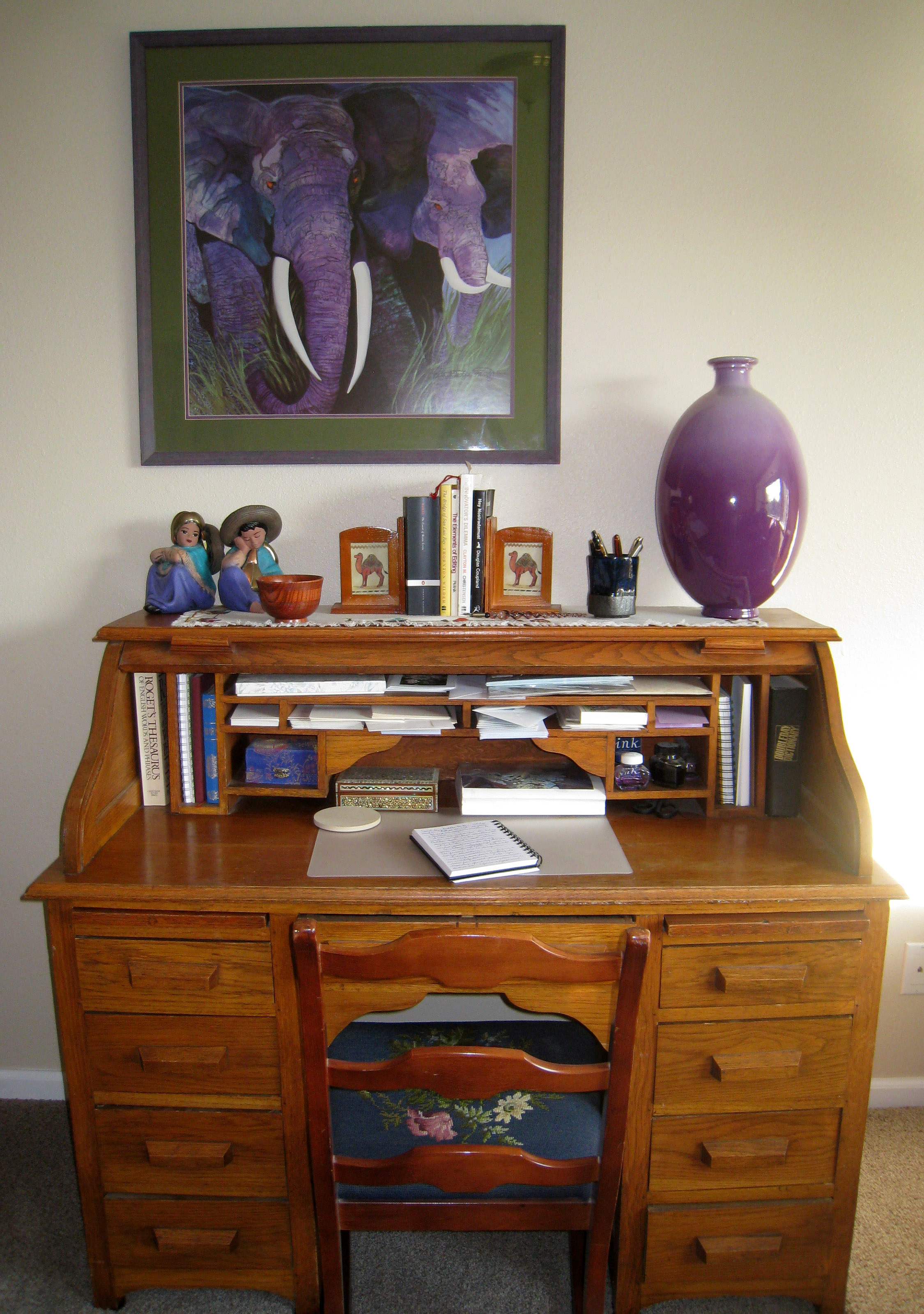
La interfaz es una metáfora conceptual de un escritorio

La metáfora de escritorio es una metáfora de interfaz, que es un conjunto de conceptos unificadores usados por las interfaces gráficas de usuario para ayudar a los usuarios a interactuar más fácilmente con el computador. La metáfora de escritorio trata al monitor de un computador como si fuera el escritorio físico del usuario, sobre el cual pueden ser colocados los objetos tales como documentos y carpetas de documentos. Un documento puede ser abierto en una ventana, que representa una copia de papel del documento colocada en el escritorio. También están disponibles pequeñas aplicaciones llamadas accesorios de escritorio, como por ejemplo una calculadora o una libreta de notas, etc.
La metáfora de escritorio en sí misma ha sido extendida y estirada con varias implementaciones, puesto que el acceso a las características y la usabilidad del computador generalmente son más importantes que mantener la 'pureza' de la metáfora. Así pues, encontramos cestas de basura en el escritorio, así como volúmenes de discos y de red, que pueden ser tratados como gabinetes de archivos, y que normalmente, no son algo encontrado en un escritorio. Otras características tales como las barras de menú, barras de tareas, o muelles (docks), etc, no tienen ninguna contraparte en un escritorio del mundo real.

## Historia
La metáfora de escritorio fue introducida por primera vez en 1970 por Alan Kay en Xerox PARC, y elaborada en una serie de innovadoras aplicaciones de software desarrolladas por los científicos de PARC a través de la siguiente década. El ordenador Xerox Alto introdujo los nuevos paradigmas. La primera computadora comercial que adoptó esta clase de interfaz fue la Xerox Star.
Una de las primeras interfaces de escritorio en el mercado fue un programa llamado Magic Desk I que empleó un cartucho para el computador personal Commodore 64 en 1983. Una GUI muy primitiva que presentó un esquema de un escritorio, completo, con teléfono, los archivadores, calculadora, etc. El usuario hacía sus selecciones moviendo un sprite de una mano que apuntaba, con el uso de una palanca de mando y seleccionando opciones apretando el botón de disparo de la palanca. El programa Magic Desk ofreció una máquina de escribir emulada gráficamente junto con efectos de audio, una calculadora, un organizador, y archivos que podían ser almacenados en archivadores del escritorio, directo en sus carpetas. También estaba presente una papelera.
El primer ordenador en popularizar la metáfora de escritorio sobre la anterior interfaz de línea de comandos fue el Apple Macintosh en 1984. La metáfora de escritorio es ubicua en la computación personal actual; es encontrada en la mayoría de los ambientes de escritorio de los sistemas operativos modernos: Tanto Windows, así como, Mac OS X, Linux, y otro sistemas similares a Unix.
BeOS observó la metáfora de escritorio más estrictamente que muchos sistemas. Por ejemplo, las unidades de disco externas aparecieron en el escritorio, mientras que las internas eran accesadas haciendo clic en un ícono que representaba la computadora en sí misma. Por comparación, en macOS opcionalmente pone todas las unidades en el escritorio mismo, mientras que en Windows el usuario puede tener acceso a las unidades a través de un ícono etiquetado "Mi PC".
La terminología del Amiga, para su metáfora de escritorio, fue tomada directamente de la jerga del taller (workshop). El escritorio fue llamado Workbench (banco de trabajo), los programas fueron llamados herramientas, las pequeñas aplicaciones (applets) fueron utilidades, los directorios eran archivadores, etc. Los íconos de objetos eran animados y los directorios eran mostrados como archivadores que eran representados abiertos o cerrados. Como con el escritorio del Mac OS, un ícono para un disco blando o el CD-ROM aparecería en el escritorio cuando el disco era insertado en la unidad, pues eran las contrapartes virtuales de un disco blando o CD-ROM físicos en la superficie de un banco de trabajo.

## El paradigma del papel
El paradigma del papel se refiere al paradigma usado por la mayoría de los ordenadores modernos y sistemas operativos. Generalmente, el paradigma del papel consiste en texto negro en un fondo blanco, archivos dentro de carpetas, y un «escritorio». El paradigma del papel fue creado por muchos individuos y organizaciones, tales como Douglas Engelbart, Xerox PARC, y Apple Computer, y era un intento de hacer los computadores más amigables al usuario haciendo que se asemejaran al lugar de trabajo común de ese tiempo (con papeles, carpetas, y un escritorio). Fue presentado por primera vez al público por Engelbart en 1968, en lo que ahora es referido como "La Madre de Todas las Demostraciones" (The Mother of All Demos).
De John Siracusa:
Atrás en 1984, las explicaciones a los usuarios, que antes nunca habían visto un GUI, de la interfaz original del Mac inevitablemente incluían una explicación de los íconos que era algo similar a: "Este ícono representa su archivo en el disco". Pero para sorpresa de muchos, los usuarios muy rápidamente desecharon cualquier apariencia de indirección. Este ícono es mi archivo. Mi archivo es este ícono. Uno no es una "representación de" o una "interfaz" del otro. Tales relaciones eran extrañas a la mayoría de la gente, y constituyeron un equipaje mental innecesario cuando había una conexión mucho más simple y directa  a lo que ellos conocían de la realidad.
Desde entonces, muchos aspectos de las computadoras se han alejado del paradigma del papel al implementar características tales como «accesos directos» a los archivos, hipertexto, y navegadores de archivos no espaciales. Un acceso directo, no el archivo real sino un enlace que actúa como una redirección a un archivo, y el hipertexto, no tienen equivalencia en el mundo real. El navegador no espacial también puede confundir a usuarios principiantes, pues a menudo pueden tener más de una ventana representando la misma carpeta abierta al mismo tiempo. Estos y otros alejamientos a equivalentes del mundo real son violaciones del paradigma del papel puro.